# 吴文藻
吴文藻（1901年4月12日—1985年9月24日），男，江苏江阴人，中国社会学家、人类学家、民族学家。

## 生平

### 早年时期
吴文藻1901年4月12日出生在江苏省江阴县夏港镇的一个小商人家庭。父亲吴焕若在镇上与人合伙开米店，家境贫穷，父亲死后欠了几百元的债，吴文藻工作以后才还清。
五岁时就由姐姐陪伴到一所乡下的蒙学堂上学，后来在江阴城里的礼延学堂上高小，毕业时名列第一。在南菁中学上学一年后，在老师的推荐下投考清华学堂，在16岁也就是1917年成功考入清华学堂。
1919年五四运动爆发时，吴文藻也参加了清华的游行活动。五四运动后，广泛接触了罗素、杜威、孙中山和胡适等人的思想。在这个时期梁启超对他的影响最大。吴文藻在清华学堂时与梁思成是同班同寝室同学，并且在梁思成的介绍下见了梁启超。

### 留美时期
1923年从清华学堂毕业后赴美国留学，在去美国的路上，与冰心结识。随后在潘光旦的介绍下进入達特茅斯學院社会学系，插入本科三年级。1925年夏获学士学位后又进入纽约哥伦比亚大学研究院社会学系，获博士学位，并荣获了校方颁发的“最近十年内最优秀的外国留学生”奖状。
在哥大学习期间，除了社会学专业的学习，吴文藻还旁听了人类学系主任、美国历史学派创始人博厄斯的人类学课程，他坦言人类学对他的影响很大。1929年夏获博士学位，随后取道欧洲，经由苏联返回中国。

### 燕京大学任教时期
早在1927年秋，吴文藻在哥伦比亚大学与同学步济时结识，步济时约他回国后到燕京大学任教。而冰心早在1926年回燕京任教，因此吴文藻对于步济时的提议“颇为心动”。但是在此之前他已经答应陈达回清华大学任教，协商之后，陈达同意他回燕京大学任教，但必须头两年在清华教两门课。
1929年回国后，就在燕京大学任教。在同年6月与冰心结婚。
吴文藻在燕京大学任教十年，主要教授“西洋社会思想史”、“家族社会学”和“人类学”。另外，他通过开设讨论班，请国外教授和派遣留学生的方式培养了大批人才。
在燕大任教时期，他开始探索社会学中国化问题，取得了一定的成果，但因日本侵华战争而被迫中断。1938年夏，因为无法忍受日本帝国主义的暴行，专心于学术，不顾燕大校务长司徒雷登的再三挽留，坚决辞去燕大社会学系系主任和法学院院长的职务，携妻子冰心南下，投入抗日。

### 抗日战争前后
1938年南下之后，在昆明云南大学任社会人类学讲座教授，1939年筹建云大社会学系，任系主任并兼任文学院院长。在此期间，他筹办云南大学与燕京大学合作的实地调查工作站，并参与成立云南人类学会。
但实地调查工作站的工作受到国民党机构内部人员阻挠，困难重重。1940年底，不得不到重庆的国民政府国防最高委员会参事室工作。在此期间，他负责边疆的民族、宗教和教育问题，兼任蒙藏委员会顾问和边政学会常务理事。
抗战胜利后的1946年，他被委任为中国驻日代表团政治外交组公使衔组长和盟国对日委员会中国代表顾问。但不满于美国扶持日本的政策和国民党的腐败，于1950年辞职，1951年回国。

### 中央民族大学任教前后
1951年到1953年，任全国政协委员，1953年开始，一直在中央民族学院。1957年，被划为右派，1966年文革被批斗，住牛棚。1969年冬，到京郊石棉厂劳动，1970年夏在湖北沙洋干校劳动。在此期间，仍然从事编译工作。
1979年摘掉右派帽子以后，被聘为中国社会学会、中国民族学学会、中国世界民族学会和中国人类学会顾问。
1985年9月24日病逝，根据他的遗嘱，冰心将其珍藏的几百册书籍捐献给国家，并把他们平时省下的3万元人民币捐献给中央民族学院民族研究所作为奖励基金。中央民族大学1996年开始设立吴文藻文化人类学奖学金。

## 贡献

### 社会学中国化
在燕京大学任教时期，他对中国民族学和社会学全盘西化的状况感到不满。他开始寻求一种有效的理论框架，结合中国国情，培养本土社会学人才，实现民族学和社会学的“彻底中国化”。
在对比了多个社会学和人类学学派学说之后，他选择英国结构功能主义学派的理论作为社会学中国化的理论构架。与此同时，他大力支持学生进行社会调查，并在此基础上培养社会学人才。

### 社区研究
1935年前后，他写了多篇文章介绍社区研究，如《现代社区研究的意义和功用》(载《北平晨报》1935年1月9日)等。在担任燕京大学社会学系主任时，派出多名学生进行实地调查：
- 徐雍舜，北平漷县，调查乡村领袖冲突问题。
- 林耀华，福州附近的衣序，调查宗族组织问题。
- 费孝通，江苏省江村，调查社会经济问题。
- 黄华节，定县，调查礼俗和社会组织问题。
- 黄迪，清河，调查村镇结构问题。
- 郑安仑，福建，调查侨民问题。
- 李义山，山西徐沟，调查社会组织问题。

通过社会调查，培养了大批人才，对社会学调查研究的发展贡献极大。

### 人才培养
在燕大期间吴文藻大力培养人才。一方面引进国外专家进行讲学和指导研究生。1935年10月，邀请阿尔弗雷德·拉德克利夫-布朗来华讲学三个月，开设“比较社会学”和“社会学研究班”课程，并请求他担任林耀华硕士论文导师。除此之外，还邀请了牛津大学副校长A. D. Lindsay的儿子林迈可（M.Lindsay）和戴德华（George Taylol）来燕京法学院讲课和指导学生。
另一方面，派遣学生出国留学。他对每一个学生的留学国家、学习导师和专业方向做全盘考虑。在他的安排下，李安宅、费孝通和林耀华等均从名校毕业，回国后都成为学科骨干。
此外，他还从制度上仿效牛津大学建立“导师制”，但因抗日战争爆发而中断。
他培养的学生和弟子众多，费孝通、林耀华、黄华节、瞿同祖、黄迪、李有义、陈永龄均曾师从吴文藻。张海洋、关学君、龙平平和纳日必力格则是其关门弟子。